# Distretto di Guidjel
Il distretto di Guidjel è un distretto della provincia di Sétif, in Algeria.

## Comuni
Il distretto di Guidjel comprende 2 comuni:
- Guidjel
- Ouled Sabor